# Hermannsweg

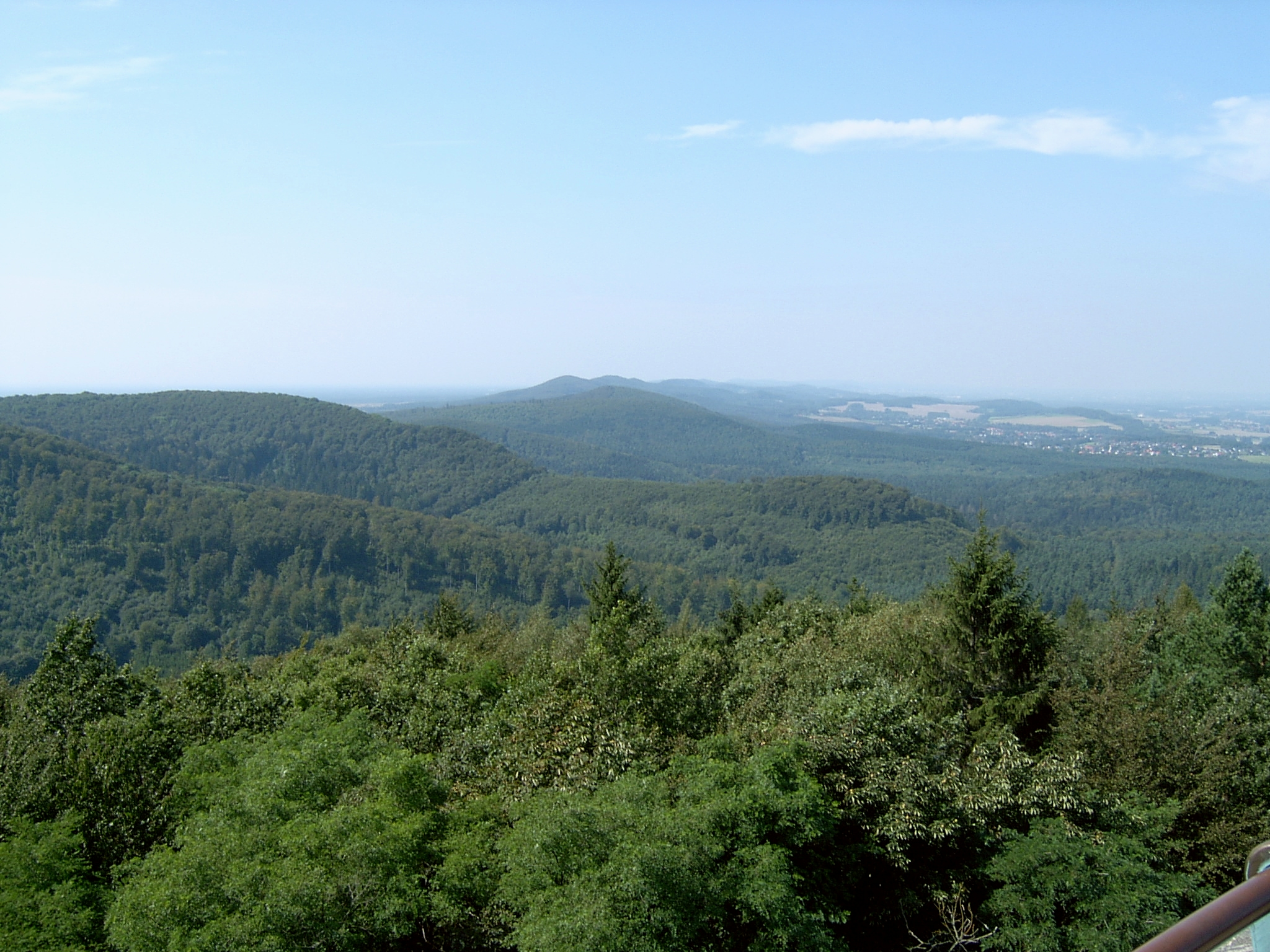
Blick vom Hermannsdenkmal auf den Teutoburger Wald

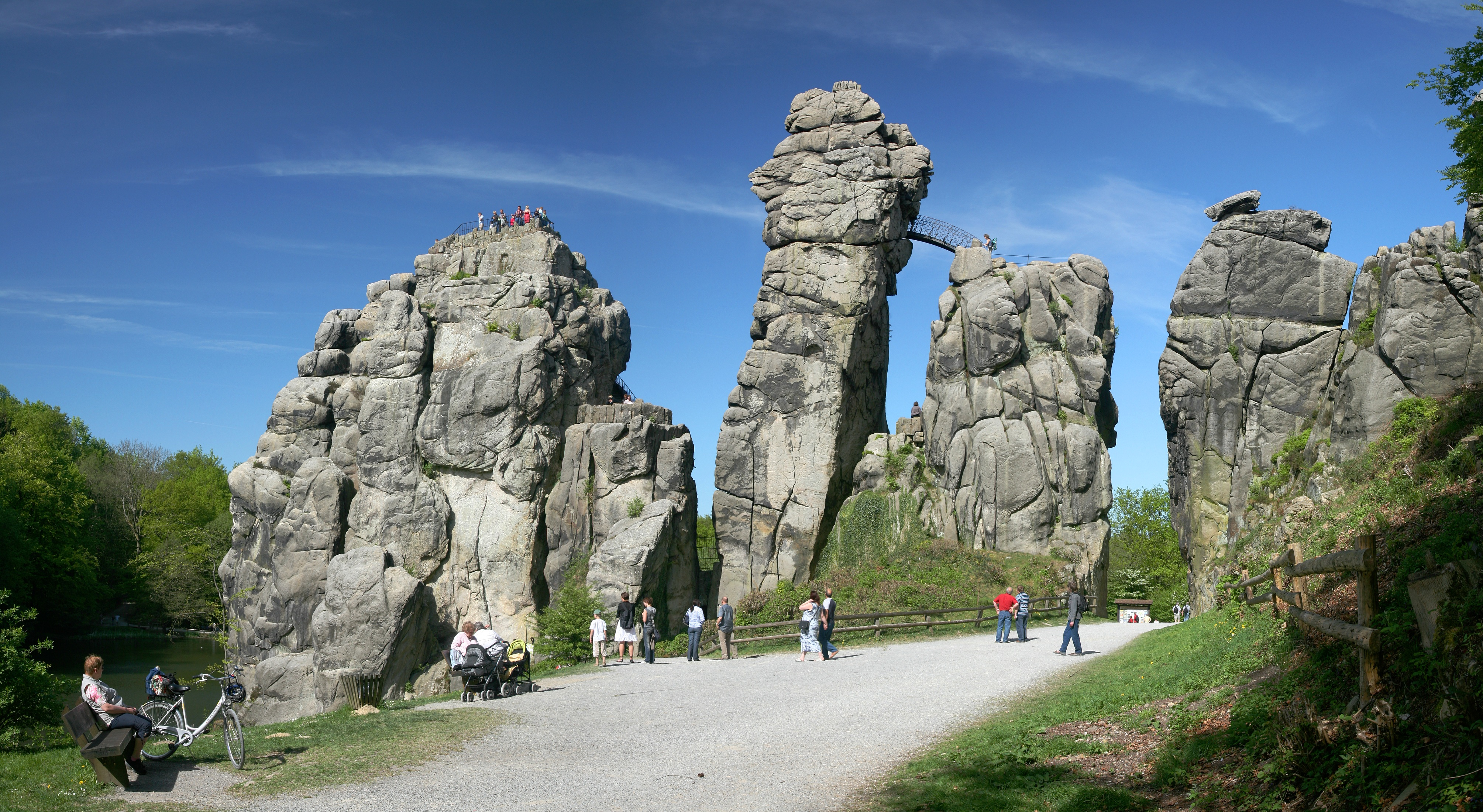
Die Externsteine am Hermannsweg

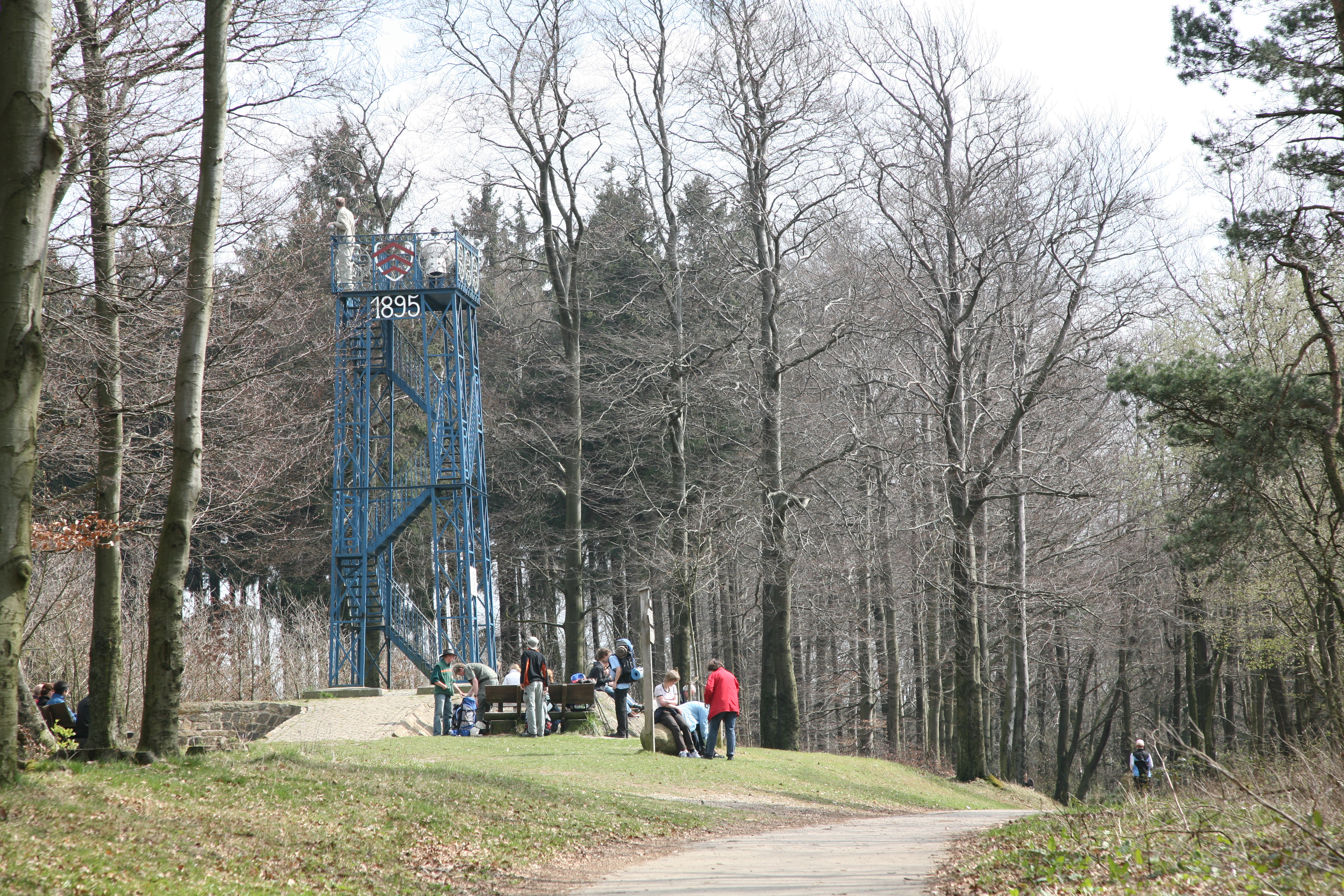
Aussichtsturm Eiserner Anton längs des Weges in Bielefeld-Stieghorst

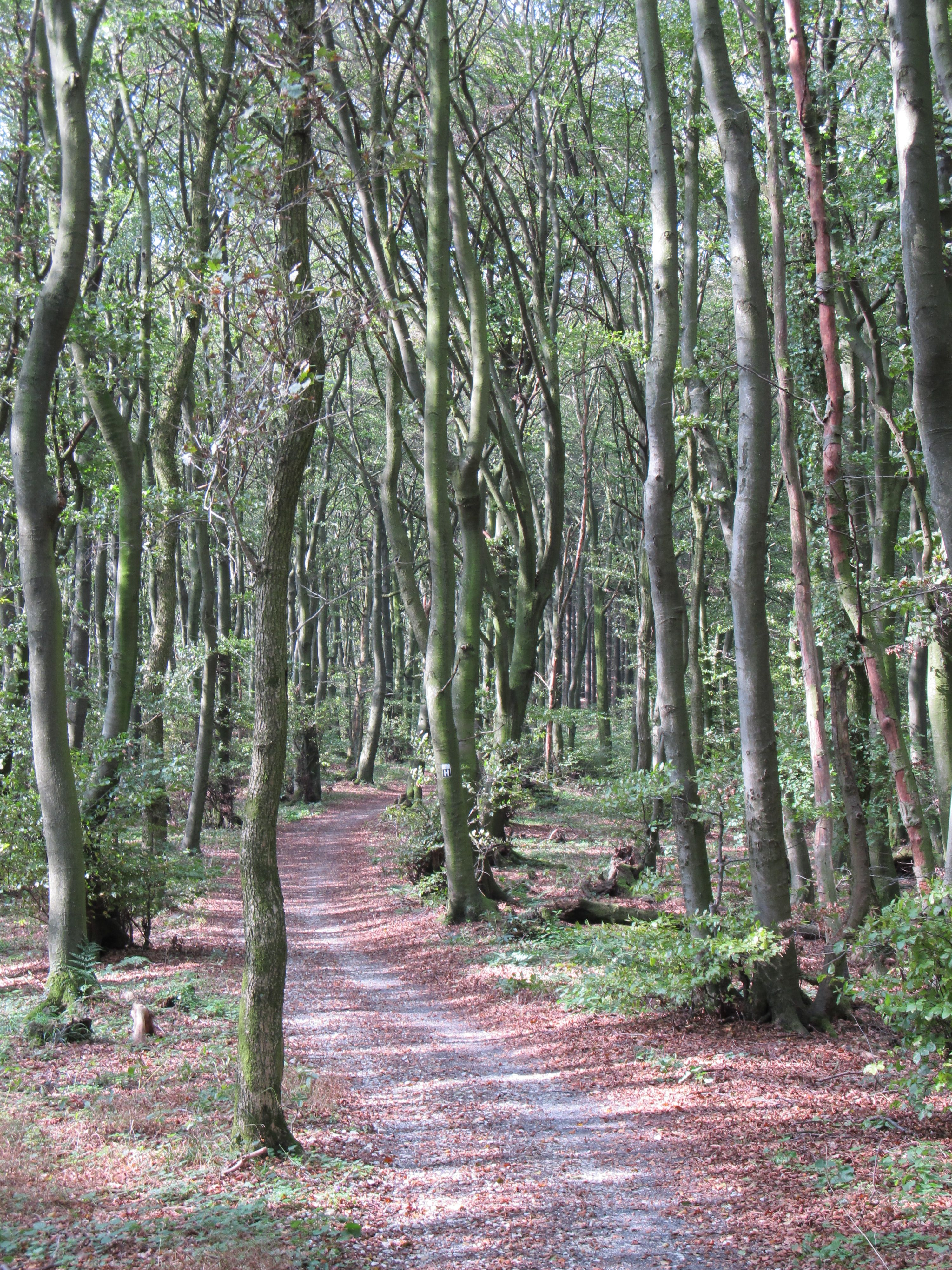
Der Hermannsweg auf der Steinegge bei Dissen

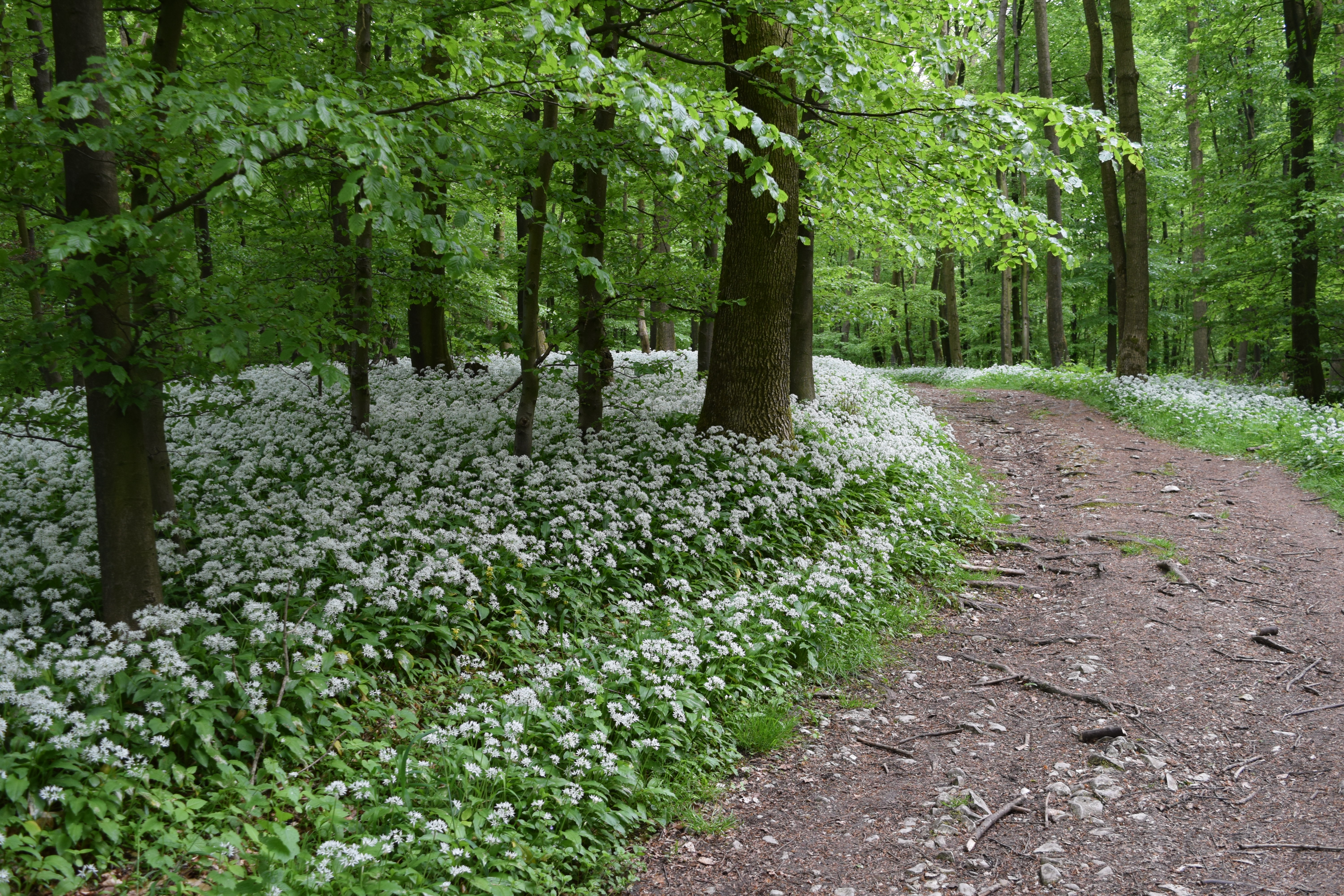
Bärlauchblüte am Hermannsweg (2015)

Der 156 Kilometer lange Hermannsweg, benannt nach Hermann dem Cherusker, auch bekannt als Arminius (Varusschlacht 9 n. Chr.), gilt als einer der schönsten Höhenwege Deutschlands und verläuft entlang des Teutoburger Waldes auf vielen Streckenabschnitten auf dessen Kamm.
Der Weg wurde im Jahr 1902, gut 25 Jahre nach der Fertigstellung des Hermannsdenkmals, eingerichtet und ist über die volle Länge mit einem weißen H markiert. Zusammen mit dem Eggeweg bildet der Hermannsweg den Streckenwanderweg Hermannshöhen.
Für die gute Begehbarkeit sorgt der Teutoburger-Wald-Verein e. V. mit Sitz in Bielefeld. Seit 2008 ist der Hermannsweg als Prädikatswanderweg ausgezeichnet.

## Verlauf
Der Hermannsweg beginnt in Rheine und führt bis zur 441 m hohen Felsgruppe des Lippischen Velmerstot und anschließend nach Leopoldstal. Auf seinem Verlauf trifft man auf Sehenswürdigkeiten wie die Dörenther Klippen mit dem Hockenden Weib, das Schloss Iburg, die Ravensburg bei Borgholzhausen, die Sparrenburg in Bielefeld, die Alexanderkirche in Oerlinghausen, das Hermannsdenkmal, die Adlerwarte Berlebeck und die Externsteine. Die größten Orte, die der Weg durchquert, sind Tecklenburg, Bad Iburg, Bielefeld und Oerlinghausen. Über die Talbrücke Lämershagen quert der Hermannsweg bei Bielefeld die Autobahn A 2, bei Tecklenburg die Autobahn A 1. Er endet 1,4 km südlich des Silberbachtals in einem Bachbett. Am 3. Oktober 2024 stellte Lenn Mensenkamp mit einer Zeit von 24 Stunden und 8 Minuten einen neuen Rekord für die schnellste bekannte Zeit (FKT – Fastest Known Time) auf dem Hermannsweg auf.

## Hermannslauf
In Teilen gehört der Hermannsweg zur Laufstrecke des jährlich stattfindenden Hermannslaufs, einem 31,1 Kilometer langen Volkslauf mit Start am Hermannsdenkmal und Ziel an der Sparrenburg.

## Hermannsweg muss Steinbruch weichen
Der Hermannsweg wurde im Bereich des Steinbruches Lienen-Höste verlegt. Nachdem der Weg im Raum Lengerich bereits seit Jahren aufgrund des Kalkabbaus nicht mehr über den teilweise abgebauten Bergrücken führen kann, wurde nun auch in Lienen der Weg verlegt.
Für die Erweiterung des Steinbruchs im Rahmen der Genehmigungen aus dem Jahr 1998/1999 wird wertvoller orchideenreicher Waldmeister-Buchenwald gerodet – zudem einer der letzten Bereiche, die Zeugnis von der Niederwald-Wirtschaftsweise im hiesigen Raum ablegen.